# 25 mai 1998
Le lundi 25 mai 1998 est le 145e jour de l'année 1998.

## Décès
- Andreï Khokhriakov (né le 2 septembre 1933), botaniste soviétique et russe
- Jean-Loup Charvet (né en 1961), artiste lyrique
- José Pedraza Zúñiga (né le 19 septembre 1937), marcheur mexicain
- Kamé Samuel (né le 24 décembre 1926), homme politique camerounais
- Todd Witsken (né le 4 novembre 1963), joueur de tennis américain

## Événements
- 9e étape du Tour d'Italie 1998
- Sortie du jeu vidéo Soldiers at War